# 豊岡村 (群馬県)
豊岡村（とよおかむら）は、群馬県の西部、碓氷郡に属していた村。

## 地理
村の南部を碓氷川、北部を烏川が流れる。

## 歴史
- 1889年（明治22年）4月1日 - 町村制施行により、上豊岡村、中豊岡村、下豊岡村が合併し豊岡村が成立する。
- 1955年（昭和30年）1月20日 - 新高尾村の一部、中川村、八幡村とともに高崎市へ編入する。

## 経済

### 産業
農業
『大日本篤農家名鑑』によれば豊岡村の篤農家は、「外所輝蔵、松本丹次郎、萩原健一郎、小池倉吉、藤巻波吉」などである。